# Prokuplje
Prokuplje (izvirno srbsko Прокупље) je mesto v Srbiji, ki je središče istoimenske občine; slednja pa je del Topliškega upravnega okraja.

## Demografija
V naselju živi 21225 polnoletnih prebivalcev, pri čemer je njihova povprečna starost 36,6 let (35,5 pri moških in 37,7 pri ženskah). Naselje ima 8686 gospodinjstev, pri čemer je povprečno število članov na gospodinjstvo 3,17.
To naselje je, glede na rezultate popisa iz leta 2002, večinoma srbsko.
|  |

| Demografija | Demografija     | Demografija     |
| Leto        | Št. prebivalcev | Št. prebivalcev |
| ----------- | --------------- | --------------- |
|             |                 |                 |
|             |                 |                 |
|             |                 |                 |
|             |                 |                 |
| 1948        | 8739            |                 |
| 1953        | 10050           |                 |
| 1961        | 13679           |                 |
| 1971        | 20104           |                 |
| 1981        | 25602           |                 |
| 1991        | 28303           | 27777           |
| 2002        | 28597           | 27673           |
|             |                 |                 |

| Etnična sestava po popisu iz leta 2002 | Etnična sestava po popisu iz leta 2002 | Etnična sestava po popisu iz leta 2002 | Etnična sestava po popisu iz leta 2002 | Etnična sestava po popisu iz leta 2002 |
| -------------------------------------- | -------------------------------------- | -------------------------------------- | -------------------------------------- | -------------------------------------- |
| Srbi                                   | Srbi                                   |                                        | 25.760                                 | 93,08%                                 |
| Romi                                   | Romi                                   |                                        | 1.258                                  | 4,54%                                  |
| Črnogorci                              | Črnogorci                              |                                        | 138                                    | 0,49%                                  |
| Makedonci                              | Makedonci                              |                                        | 50                                     | 0,18%                                  |
| Hrvati                                 | Hrvati                                 |                                        | 35                                     | 0,12%                                  |
| Jugoslovani                            | Jugoslovani                            |                                        | 22                                     | 0,07%                                  |
| Slovenci                               | Slovenci                               |                                        | 9                                      | 0,03%                                  |
| Bolgari                                | Bolgari                                |                                        | 7                                      | 0,02%                                  |
| Madžari                                | Madžari                                |                                        | 5                                      | 0,01%                                  |
| Romuni                                 | Romuni                                 |                                        | 3                                      | 0,01%                                  |
| Muslimani                              | Muslimani                              |                                        | 3                                      | 0,01%                                  |
| Goranci                                | Goranci                                |                                        | 3                                      | 0,01%                                  |
| Rusi                                   | Rusi                                   |                                        | 2                                      | 0,00%                                  |
| Nemci                                  | Nemci                                  |                                        | 2                                      | 0,00%                                  |
| Slovaki                                | Slovaki                                |                                        | 1                                      | 0,00%                                  |
| Bošnjaki                               | Bošnjaki                               |                                        | 1                                      | 0,00%                                  |
| Neznano                                | Neznano                                |                                        | 182                                    | 0,65%                                  |